# Unze

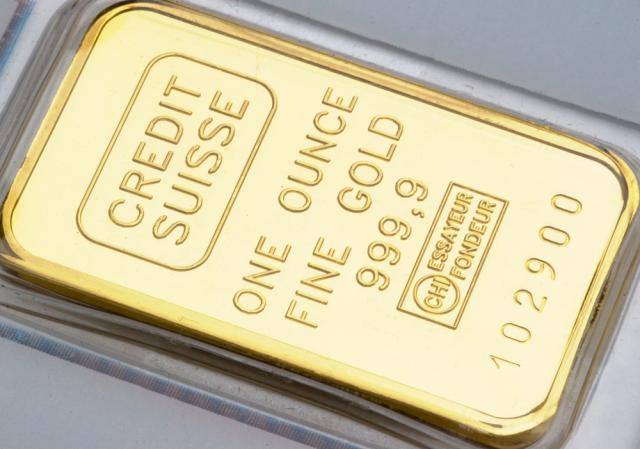
Eine Unze Gold

Eine Unze (lateinisch Uncia‚ ein Zwölftel, ursprünglich einer römischen Libra und eines Apothekerpfundes, seither meist ein Sechzehntel eines Pfundes, Symbol ℥) ist eine nichtmetrische Maßeinheit der Masse. Die Unze entsprach bzw. entspricht etwa 27 bis 31 Gramm. Das Einheitenzeichen ist im angloamerikanischen Maßsystem oz. (von italienisch onza), die englische Bezeichnung ounce.

## Verschiedene Unzen

### Gewöhnliche Unze
Die gewöhnliche Unze (englisch international avoirdupois ounce) mit dem Einheitenzeichen oz. wird noch heute in einigen englischsprachigen Ländern bei Lebensmitteln benutzt. Sie beträgt umgerechnet
1 oz. = 28.349523125 g.
Die ursprüngliche (römische) Unze betrug 27,2875 Gramm.

### Apotheker-Unze / Medizinalgewicht
Die Apotheker-Unze (englisch Apothecaries Ounce) mit dem Einheitenzeichen ℥ oder oz. ap. wurde früher bei Medikamenten und Chemikalien benutzt und betrug umgerechnet etwa 31,1 Gramm. Amtlich war sie zuletzt noch in den Vereinigten Staaten (bis 1971) und im Vereinigten Königreich (bis 1976).
In Württemberg betrug die Unze 29,80 und in Basel 29,815 Gramm.

### Feinunze
Die Feinunze (englisch troy ounce) mit dem Einheitenzeichen oz.tr. wird für Edelmetalle verwendet. Ihr Gewicht entspricht der Apotheker-Unze (1 oz.tr. = 31,1034768 g), bezieht sich aber nur auf den Edelmetallanteil einer Münze oder eines Barrens. Der Massenanteil eventueller Verunreinigungen oder zulegierter Metalle (zur Härtung, oft Silber oder Kupfer, wie beim Krugerrand) wird also von der Gesamtmasse abgezogen. Die Gold-, Silber-, Platin- und Palladiumpreise werden üblicherweise pro Feinunze angegeben.

### Flüssigkeits-Unze
Die Flüssigkeits-Unze (englisch fluid ounce) mit dem Einheitenzeichen fl oz ist ein im englischsprachigen Raum verwendetes Raummaß für Flüssigkeiten. Das Maß findet beispielsweise beim Abmessen von Parfüm oder Softdrinks Verwendung. Eine fluid ounce entspricht im Vereinigten Königreich und vielen Staaten des Commonwealth 1/160 einer imperialen Gallone nach Imperialem Maßsystem (28,4131 cm³) und in den Vereinigten Staaten 1/128 einer US-Gallone nach US-amerikanischem Maßsystem (29,5735 cm³). Sie entspricht damit ungefähr dem Volumen einer gewöhnlichen Unze Wasser. Amtliches Maß ist sie allein noch in den Vereinigten Staaten.

### Metrische Unze
In den Niederlanden und in Indonesien ist ons seit der Umstellung auf das metrische System eine inoffizielle, aber weitverbreitete Einheit, die 100 g entspricht.

## Definition und Umrechnung
- 1 oz. = 16 dr. (Dram) = 437,5 gr. (Gran) = 28.349523125 g (Gramm)
- 1 oz.ap. = 8 dr.ap. = 480 gr.
- 1 oz.tr. = 1 oz.ap. = 192⁄175 oz.
- 1 oz.tr. = 480 gr. = 31.1034768 g (Unze für Edelmetalle, Feinunze)
- 192 oz. = 175 oz.tr. = 5.44310844 kg
daraus abgeleitet: {\displaystyle 1\ \mathrm {oz.tr.} =1{,}09{\overline {714285}}\ \mathrm {oz.} }
- 1 pound = 16 oz. = 7000 grain = 453.59237 g
- 1 troy pound = 12 oz.tr. = 5760 grain = 240 dwt. = 373.2417216 g

## Unzen in anderen Sprachen und Ländern
Verwandte Begriffe für früher verwendete Einheiten sind:
- Okka: ein Maß in Slawonien und Kroatien.
- Occa, Oka, Ocka: Hohlmaß in der Walachei
- Okka, Oka, Occa, Ocka: türkisches Handelsgewicht
- Uncja: polnische Unze
- Onca, Once, Onciam Ounce
- Onca, Onça: spanisches, portugiesisches und brasilianisches Gewicht
- Tael oder Liang in China und Südostasien
- Wakea, Waki (auch Vakea, Vaki): Goldunze in Abessinien
- Okkia: Silbermünzen in Marokko
- Ouguiya (arabisch أوقية, DMG Ūqīya): ein Maß und eine Währung in arabischsprachigen Ländern

## Sonstiges
Früher war Unze eine Bezeichnung für den Jaguar (Panthera onca; portugiesisch Onça) und den Irbis (Uncia uncia).